# Mastocytóza
Mastocytóza je imunologické onemocnění, které se charakterizuje jako excesivní nahromadění mastocytů v orgánech nebo tkáních. Existují tři formy mastocytózy:
- benigní kožní nádor – mastocytom,
- tmavé skvrny na kůži – urticaria pigmentosa
- celková mastocytóza postihující kůži, uzliny, klouby atd.